# Russula subsect. Virescentinae
Russula subsect. Virescentinae ist eine Untersektion aus der Gattung Russula, die bei Bon innerhalb der Sektion Heterophyllae steht.

## Merkmale
Die Huthaut reißt bei den Vertretern dieser Untersektion feldrig auf. Der Geschmack ist völlig mild und das Sporenpulver weiß bis creme-weißlich. Die Huthaut besitzt pfriemliche und an der Basis verdickte Hyphen-Endzellen, unter denen die oft fast kugeligen Zellen liegen. In der Huthaut fehlen die Pileozystiden, dafür kommen aber Zystiden auf der Stieloberfläche vor. Die Täublinge kommen bevorzugt unter Laubbäumen vor. Die einzige Art und somit zugleich Typart ist Russula virescens, der Grüngefelderte Täubling.

## Systematik
Sowohl bei Bon als auch bei Singer hat das Taxon den Rang einer Untersektion. Bei Sarnari hat es den Rang einer Sektion und steht gleichberechtigt zur Schwestersektion Heterophyllae, die die Untersektionen Heterophyllae, Grisinae und Ilicinae vereint. Bei Romagnesi hat es ebenfalls den Rang einer Sektion, beinhaltet aber zusätzlich die Vertreter der Untersektion Amoeninae, die er in der Gruppe Amoena zusammenfasst und der Gruppe Virescens gegenüberstellt.